# Rhea Norwood

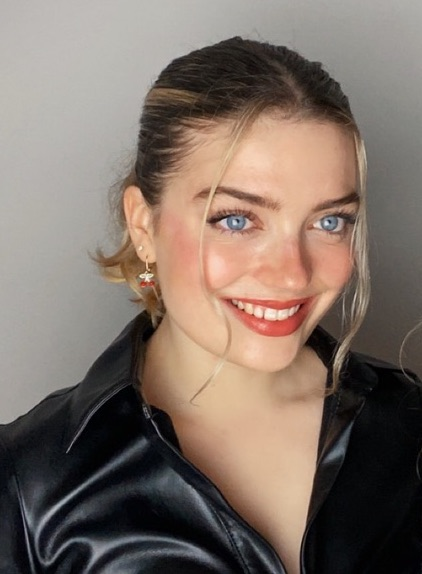
Rhea Norwood, 2021

Rhea Margaret Norwood (* 3. Juni 2001 in Kingston upon Thames) ist eine britische Schauspielerin.

## Leben und Karriere
Norwood wurde am 3. Juni 2001 in Kingston upon Thames geboren. Sie besuchte die Hinchley Wood School und das Esher College. Zudem war sie Mitglied des Rose Youth Theatres in Kingston. Norwood schloss 2022 ihr Studium an der Bristol Old Vic Theatre School. mit einem Bachelor of Arts in Professional Acting ab. 2022 wurde bei ihr Typ-1-Diabetes diagnostiziert.
Norwood wurde für die Netflixserie Heartstopper als Imogen Heaney besetzt. Anschließend war sie 2023 in dem Film Your Christmas or Mine 2 zu sehen. Im selben Jahr spielte sie in dem Film Consent mit. Im Mai 2024 wurde bekannt gegeben, dass Norwood im Juni 2024 ihr West End-Debüt in der Rolle der Sally Bowles im Musical Cabaret am Playhouse Theatre in London geben würde.

## Filmografie
Filme
- 2022: Killing Them With Kindness
- 2022: Your Christmas or Mine 2
- 2023: Consent

Serien
- 2022–2024: Heartstopper (21 Folgen)

## Theater
- 2024: Cabaret